# Siemens NF8
Siemens/Kiepe NF8 – niskopodłogowy typ tramwaju z serii Combino, wyprodukowany przez koncern Siemens AG dla niemieckiego przedsiębiorstwa komunikacyjnego Rheinbahn Düsseldorf. W Düsseldorfie nazywany Der kleine Silberpfeil – niem. Mniejsza Srebrna Strzała.
W związku z planami całkowitego wycofania z użytku tramwajów typu Düwag GT8 i udanym zakupem w 2000 roku wagonów typu NF10 przedsiębiorstwo Rheinbahn Düsseldorf zdecydowało się w 2003 roku na zakup krótszej wersji tego tramwaju. Postanowiono, że nowy pojazd będzie miał 29 metrów, oznaczenie nazwy NF8 jest skrótem od niem. Niederflur – czyli niskopodłogowy, 8 oznacza osiem osi. Tramwaj zbudowany jest w całości z aluminum dzięki czemu waży jedynie 33 tony, posiada 5 członów, pięć podwójnych drzwi (w układzie 2-0-2-0-1). Przedsiębiorstwo Rheinbahn Düsseldorf zdecydowało się na zakup 15 takich tramwajów. Tramwaje otrzymały zakres numeracji: #2201 – #2215. Wagony wyposażono w elektronikę firmy Vossloh Kiepe GmbH. Tramwaje nie mogą poruszać się na liniach biegnących w tunelu. Zakup tych wagonów pozwolił na odsprzedanie w 2003 roku kolejnych 10 wagonów Düwag GT8 do Poznania, były to wagony o numerach: #2751 – #2763, #2859 i #2864.